# 루킹
《루킹》(영어: Looking)은 2014년부터 2016년까지 HBO에서 방영된 미국의 코미디 드라마 텔레비전 시리즈로, 샌프란시스코에 사는 게이들의 이야기를 그린다.

## 출연진
- 조너선 그로프
- 프랭키 J. 앨버레즈
- 머리 바틀릿
- 로런 위드먼
- 러셀 토비
- 라울 카스티요